# Rywociny (Działdowo)
Rywociny (deutsch Rywoczin) ist ein Dorf in der polnischen Woiwodschaft Ermland-Masuren. Es gehört zur Gmina Działdowo (Landgemeinde Soldau) im Powiat Działdowski (Kreis Soldau).

## Geographische Lage
Rywociny liegt im Südwesten der Woiwodschaft Ermland-Masuren, 28 Kilometer südwestlich der früheren Kreisstadt Neidenburg (polnisch Nidzica) bzw. acht Kilometer südlich der heutigen Kreismetropole Działdowo (deutsch Soldau i. Ostpr.).

## Geschichte
Das damals Riwotzin und nach 1820 Riwoczin genannte Dorf wurde 1371 gegründet. im Jahre 1874 wurde die Landgemeinde Rywoczin und der gleichnamige Gutsbezirk in den neu errichteten Amtsbezirk Kyschienen (polnisch Kisiny) im ostpreußischen Kreis Neidenburg eingegliedert. 300 Einwohner waren im Jahre 1910 in Rywoczin registriert, von denen 198 in der Landgemeinde und 102 im Gutsbezirk wohnten.
Der Amtsbezirk Kyschienen und mit ihm Rywoczin lag im Soldauer Gebiet. Somit musste er gemäß Versailler Vertrag von 1919 am 10. Januar 1920 an Polen abgetreten werden. Die Landgemeinde und der Gutsbezirk wurden dabei wohl als Einheit gesehen, auch dürfte dabei die Eingliederung in die Gemeinde Königshagen erfolgt sein. Als die Region am 26. Oktober 1939 wieder zum Deutschen Reich kam, war Rywoczin ein Ortsteil von Königshagen. Am 24. April 1940 erfolgte die Rückgliederung in den Kreis Neidenburg.
Bereits 1945 wurde in Kriegsfolge nunmehr das gesamte südliche Ostpreußen a Polen überstellt. Rywoczin erhielt die polnische Namensform „Rywociny“ und ist heute mit dem Sitz eine Schulzenamts (polnisch Sołectwo) eine Ortschaft im Verbund der Gmina Działdowo (Landgemeinde Soldau) im Powiat Działdowski (Kreis Soldau), bis 1998 der Woiwodschaft Ciechanów, seither der Woiwodschaft Ermland-Masuren zugehörig. Im Jahre 2011 zählte Rywociny 87 Einwohner.

## Kirche
Rywoczin war vor 1945 katholischerseits zur Stadt Soldau ausgerichtet: zur dortigen St.-Adalbert-Kirche, die es nach 1945 mit der Kreuzerhöhungskirche in Działdowo tauschte. Evangelischerseits war das Dorf vor 1945 in die Kirche Narzym in der Kirchenprovinz Ostpreußen der Kirche der Altpreußischen Union eingepfarrt, nach 1945 in die Erlöserkirche in Działdowo in der Diözese Masuren der Evangelisch-Augsburgischen Kirche in Polen.

## Verkehr
Rowciny ist über eine Nebenstraße mit der Woiwodschaftsstraße 544 bei Działdowo verbunden, ebenso mit den Orten der Nachbarregion – auch auf der Seite der Woiwodschaft Masowien. Eine Anbindung an den Bahnverkehr existiert nicht.